# Matylda Wasylewicz
Bronisława Matylda Wasylewicz(ówna) (ur. 16 października 1871 w Kamionce Strumiłowej, zm. 13 kwietnia 1953 w Sanoku) – polska nauczycielka, działaczka oświatowa i społeczna.

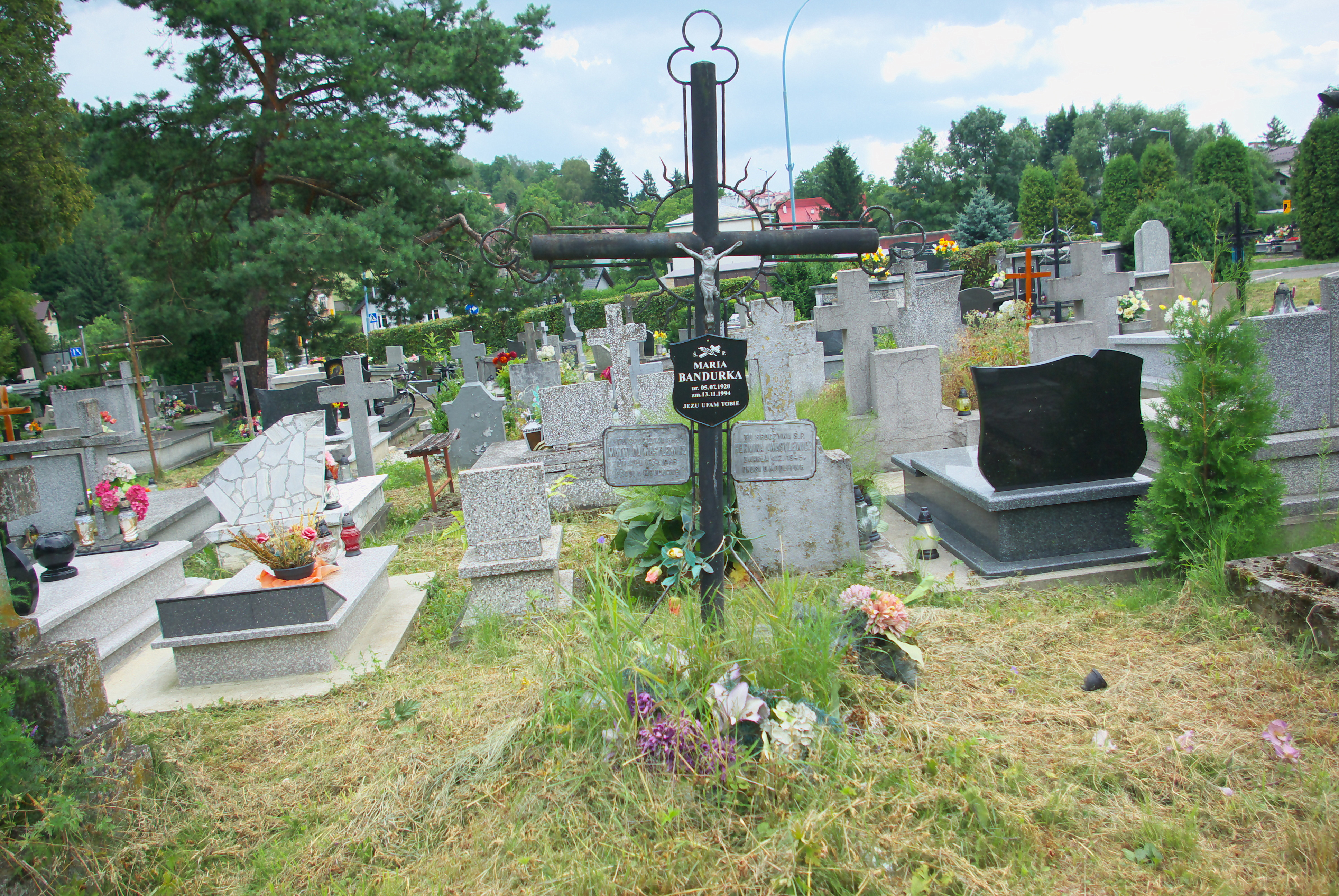
Grób Matyldy Wasylewicz

## Życiorys
Bronisława Matylda Wasylewicz urodziła się 16 października 1871 w Kamionce Strumiłowej jako drugie z siedmiorga dzieci Tadeusza (urzędnik pocztowy w Sanoku) i Joanny z domu Burczyk. Jej rodzeństwem byli m.in.: Zygmunt (ur. 1879), Mieczysław Jan (1881-1963), Jadwiga Wanda (ur. 1888, zm. przed 1890), Tadeusz Bronisław (ur. 1892, inżynier).
W 1886 ukończyła siedmioklasową szkołę żeńską w Sanoku. W 1887 podjęła naukę w C. K. Seminarium Nauczycielskim Żeńskim we Lwowie, które ukończyła z odznaczeniem w 1891. W okresie zaboru austriackiego, w ramach autonomii galicyjskiej, została nauczycielką z uprawnieniami do nauczania w publicznych szkołach ludowych. Podjęła pracę w szkolnictwie i początkowo pracowała jako praktykantka nauczycielska we wsiach w okolicach Sanoka: w charakterze nauczyciela tymczasowego pracowała kolejno od 1 września 1891 w jednoklasowej szkole w Seńkowej Woli, od 1 września 1892 do 1 kwietnia 1893 w dwuklasowej szkole w Długiem, a od 1 kwietnia 1893 do 1 sierpnia 1894 w jednoklasowej szkole w Nowosielcach-Gniewosz. W październiku 1893 otrzymała kwalifikację na stałego nauczyciela szkół ludowych i w tym charakterze pracowała od 1 sierpnia 1894 do 1900 w jednoklasowej szkole w Nowosielcach-Gniewosz. W tej wsi zaangażowała się w ramach różnorakiej pomocy na rzecz ludności wiejskiej. Uzyskała uprawnienia do nauczania języka rosyjskiego, religii, w 1899 matematyki, fizyki, rysunków, kaligrafii. 20 grudnia 1899 została wybrana przez Radę Miejską na posadę nauczycielki w trzyklasowej szkole wydziałowej żeńskiej połączonej z czteroklasową szkołą pospolitą, kierowanej przez Teodozję Drewińską i pracowała tam w kolejnych latach, a po przekształceniu od około 1912 w pięcioklasowej szkoły wydziałowej żeńskiej w Sanoku, połączonej z czteroklasową szkołą pospolitą (istniejącej w budynku późniejszego II LO w Sanoku). Wykładała literaturę ruską i prowadziła lekcje rysunku w ramach Instytutu Naukowego Żeńskiego (Instytutu Naukowo-Wychowawczego Żeńskiego) w Sanoku. W latach 1913, 1914, 1915 odbywała kursy w zakresie zdobnictwa artystycznego i modelarstwa we Lwowie. Była ceniona przez uczennice i traktowana za wzór.
Podczas I wojny światowej od końca czerwca do początku sierpnia 1915 wykonywała czynności pielęgniarskie w X Pawilonie Czerwonego Krzyża we Lwowie. Należała do założonego 5 marca 1916 Koła Ligi Kobiet Miasta Sanoka i została honorową członkinią wydziału tegoż. Pozostawała nauczycielką w Sanoku po odzyskaniu przez Polskę niepodległości w okresie II Rzeczypospolitej. Dysponowała wówczas egzaminem wydziałowym III grupy jako podstawą do wykonywania zawodu. Po reorganizacji szkolnictwa i przemianowaniu szkoły pozostawała nauczycielką Szkoły Żeńskiej nr 4 im. Królowej Jadwigi w Sanoku. 1 marca 1928 została kierowniczką tej szkoły zastępując Teodozję Drewińską. Od 1920 do 1923 oraz od 1928 do 1931 zasiadała w działającej w Krośnie państwowej komisji egzaminacyjnej dla nauczycieli szkół powszechnych w Okręgu Szkolnym Lwowskim. Pełniła także funkcję opiekunki kursów w Miejskim Prywatnym Seminarium Nauczycielskim Żeńskim w Sanoku (działającym również w gmachu późniejszego II LO w Sanoku). Ze stanowiska kierowniczki 7-klasowej szkoły powszechnej im. Królowej Jadwigi w Sanoku 31 sierpnia 1934 została przeniesiona w stan spoczynku.
W okresie zaborów była zaangażowana w działalność na rzecz odzyskania niepodległości. Był członkinią założycielką Towarzystwa Szkoły Ludowej, należała do koła TSL w Sanoku zarówno w okresie zaborów (zasiadała w wydziale, pełniła funkcję sekretarza, w tym koła pań TSL), jak i w niepodległej Polsce, pełniąc funkcję bibliotekarza. Sprawowała mandat radnej rady miejskiej w Sanoku. Była jednym z założycieli stowarzyszenia Towarzystwo Młodzieży Polskiej „Znicz” w Sanoku, powołanego 17 lipca 1904. Należała do sanockiego gniazda Polskiego Towarzystwa Gimnastycznego „Sokół”: 1906, 1912, od 1920 do 1939 oraz zaangażowała się w próbę reaktywacji „Sokoła” w 1946. Kierowała kursami wieczorowymi oświaty pozaszkolnej. 29 listopada 1910 została wybrana do wydziału Towarzystwa św. Wincentego à Paulo w Sanoku. Była także aktywistką oddziału Polskiego Czerwonego Krzyża. W latach 20. zasiadała w zarządzie ekspozytury powiatowej w Sanoku Polskiego Towarzystwa Opieki nad Grobami Bohaterów. W 1936 z okazji „XIII Tygodnia L.O.P.P.” Zarząd Okręgu Wojewódzkiego Ligi Obrony Powietrznej i Przeciwgazowej we Lwowie przyznał Jej dyplom zasługi (1936).
Matylda Wasylewicz była wyznania rzymskokatolickiego i stanu wolnego. Prywatnie zajmowała się malarstwem. Do końca życia zamieszkiwała w Sanoku przy ulicy Nadwodnej 2. Pozostawiła po sobie wspomnienia. Zmarła 13 kwietnia 1953 w Sanoku. Została pochowana w grobowcu rodzinnym na cmentarzu przy ul. Jana Matejki w Sanoku 15 kwietnia 1953. W tym samym miejscu została pochowana także Hermina Wasylewicz (zm. 1945).

## Ordery i odznaczenia
- Srebrny Krzyż Zasługi (9 listopada 1932)[59][5][6][7]
- Medal Dziesięciolecia Odzyskanej Niepodległości (1929)[7]
- Odznaka oficerska 2 Pułku Strzelców Podhalańskich (19 września 1936) przyznana za prowadzenie kursów dokształcających dla żołnierzy i podoficerów[60][5][6]